# PFK Ludogoreț Razgrad

Stema veche

Ludogoreț 1945 Razgrad (în bulgară ПФК Лудогорец Разград), cunoscut sub numele de Ludogoreț Razgrad sau pur și simplu Ludogoreț, este un club bulgar de fotbal din Razgrad, care în prezent joacă în Prima Ligă Profesionistă de Fotbal, primul eșalon din sistemului de ligi din Bulgaria. Echipa joacă meciurile de acasă pe Ludogoreț Arena din Razgrad cu o capacitate de 7.700 de locuri.
În primul sezon de la promovarea în prima ligă bulgară, 2011-2012, Ludogoreț a devenit prima echipă din țară care a câștigat tripla, reușind să câștige campionatul, Cupa Bulgariei și Supercupa Bulgariei. În anul următor, în sezonul de  Europa League 2013-14, Ludogoreț a ajuns până în play-off-ul competiției, la doar cea de-a doua participare într-o competiție europeană. Ludogoreț este, de asemenea, cea de-a doua echipă bulgară, după Levski Sofia, care reușește să intre în grupele Ligii Campionilor UEFA, performanță realizată în sezonul 2014-15. În cadrul aceluiași sezon, a devenit prima echipă bulgară care a câștigat puncte în faza grupelor din Liga Campionilor după victoria, scor 1-0, obținută în fața Baselului la Sofia.
De la promovarea în prima ligă bulgară, Ludogoreț a devenit o forță dominantă în fotbalul bulgar, câștigând titlul în fiecare an. De asemenea, a câștigat de două ori Cupa Bulgariei și de trei ori Supercupa Bulgariei.
Numele clubului provine din numele bulgar al regiunii geografice în care se află, Razgrad  - regiunea Ludogorie (adică „regiunea pădurilor sălbatice”) din nord-estul Bulgariei. Porecla echipei este cea de Vulturii, iar în 2014 a primit în dar un vultur viu din partea adversarei de atunci din Europa League, Lazio; atunci mascota vultur a fost numită Fortuna.
Culorile tradiționale lui Ludogoreț sunt verde și alb. Stadionul clubului este Arena Ludogorets din Razgrad, un stadion cu o capacitate de 11.000 de locuri, care este în prezent extins pentru a putea găzdui 12.500 de spectatori.

## Istorie

### Fondare și începutul
Clubul a fost înființat în 2001 ca Fotbal Club Ludogorie. Numele său a fost adoptat din numele fostului clubului sportiv din oraș din acea vreme, Razgrad 2000, care a dat faliment în 2006. După ce a jucat timp de mai mulți ani în diviziile inferioare ale fotbalului bulgar, ascensiunea lui Ludogoreț a început în sezonul 2009-2010, când echipa a obținut promovarea în liga a treia bulgară. În scurt timp, clubul a fost achiziționat de către antreprenorul bulgar Kiril Domuschiev. Ivailo Petev, un fost mijlocaș care a jucat pentru Litex Loveci, a fost desemnat ca antrenor principal al echipei nou-promovată în al doilea eșalon. Pe 25 iulie 2010 echipa a fost redenumită din Ludogoreț Razgrad 2000 în Ludogorets 1945 Razgrad.

### Era Domuschiev (2010-prezent)

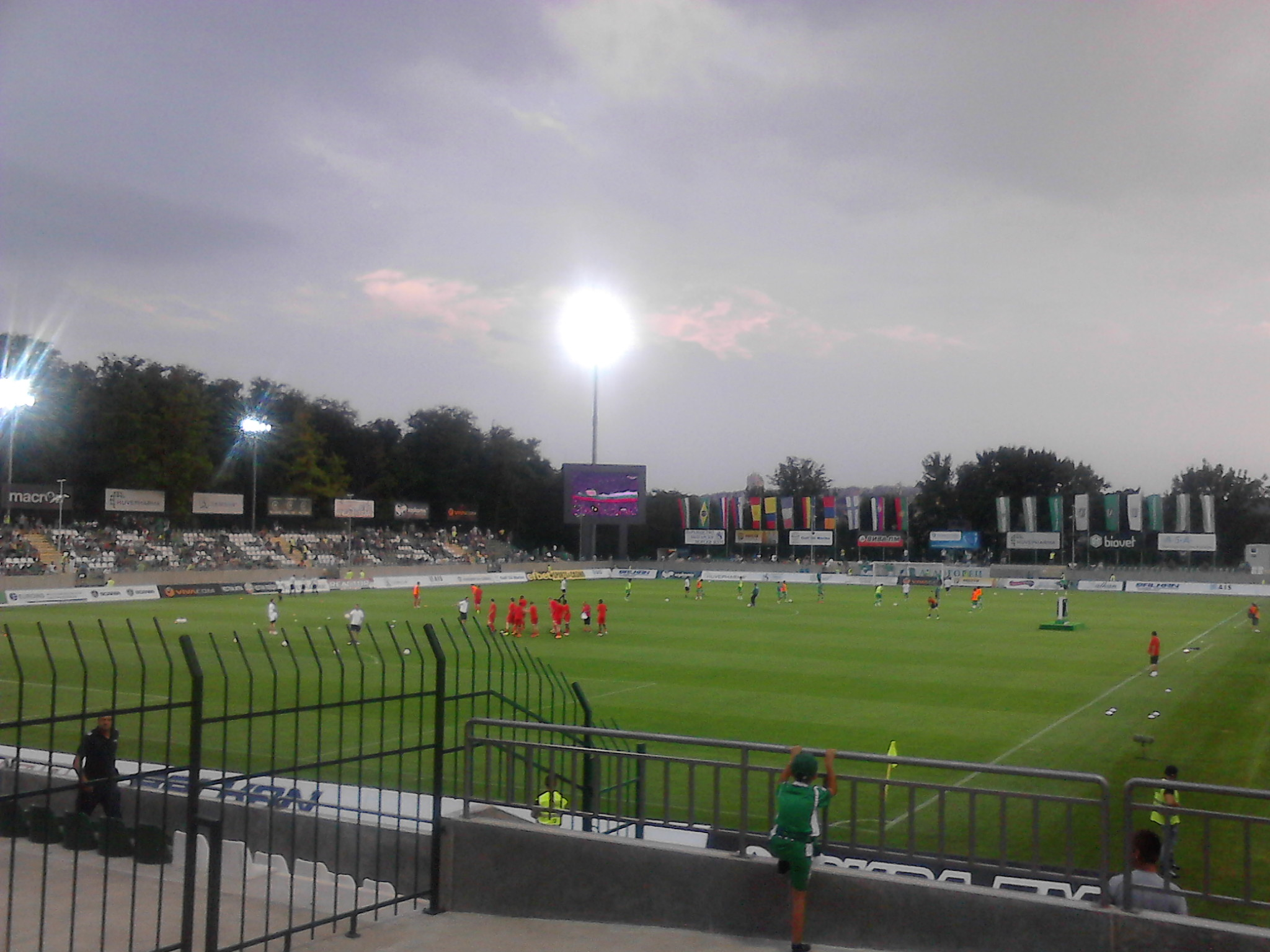
Jucătorii făcând încălzirea înainte de meciul dintre Ludogoreț și ȚSKA Sofia în Arena Ludogorets în august 2014.

În septembrie 2010, clubul a fost cumpărat de către antreprenorul bulgar Kiril Domuschiev, cu intenția clară de a duce Ludogorețul în prima ligă. Preluarea a fost urmată de achiziții de jucători cunoscuți. În mai 2011, cu Ivailo Petev în funcția de antrenor principal, echipa a terminat pe prima poziție în liga secundă, reușind pentru prima dată să promoveze în prima ligă bulgară.
Înainte de începerea sezonului 2011-12, Ludogoreț a efectuat transferurile lui Emil Gargorov, Alexandre Barthe, Stanislav Ghencev, Svetoslav Diakov, Uroš Golubović, Ľubomír Guldan și Marcelinho. În prima lună a sezonului a fost adus și Ivan Stoianov. Ludogoreț a fost neînvinsă în primele nouă meciuri ale sezonului, pierzându-l pe cel de-al zecelea cu 2-1 în fața lui Litex Loveci. În ultimul meci înainte de pauza de iarnă, Ludogorets a remizat, 2-2 cu ȚSKA Sofia, aflându-se după prima parte a sezonului pe primul loc. Dar, cu trei înfrângeri consecutive suferite în fața lui Lokomotiv Plovdiv, Slavia Sofia și Cherno More Varna, Ludogoreț a pierdut primul loc în clasamentul CSKA Sofia până la sfârșitul sezonului. În ultima zi a sezonului, Ludogoreț a câștigat meciul cu ȚSKA Sofia cu scorul de 1-0, cu un gol marcat de fostul atacant de la Levski, Miroslav Ivanov. Meciul s-a jucat cu trofeul pe masă, cu Ludogoreț având cu două puncte mai puțin decât echipa din Sofia. În urma acestei victorii, Ludogoreț a câștigat campionatul, având cu un punct mai mult decât ȚSKA. 
În mai 2012, Ludogoreț a reușit dubla, câștigând Cupei Bulgariei după victoria, scor 2-1 împotriva lui Lokomotiv Plovdiv obținută pe stadionul Lazur din Burgas, iar în august 2012 a câștigat Supercupa Bulgarie, învingând-o pe Lokomotiv cu scorul de 3- 1, devenind astfel prima echipă care a câștigat tripla în primul său de la promovarea în prima ligă și una dintre puținele din istoria fotbalului internațional care a făcut acest lucru.
Ludogoreț a început sezonul 2012-2013 cu opt victorii consecutive și nouă meciuri fără înfrângere și a terminat sezonul pe primul loc, ca în sezonul precedent, cu doar o înfrângere și șapte goluri primite în 15 meciuri. Cu toate acestea, în Cupa Bulgariei 2012-2013, clubul a fost eliminat în șaisprezecimi de ȚSKA Sofia, 2-2 la general, pierzând din cauza golului marcat de sofioți în deplasare. În retur, Ludogoreț a ocupat primul loc până în răspenultima etapă, în care a fost învinsă de Levski Sofia cu 1-0, rezultat în urma căruia Levski a devenit lider. În ultima zi a sezonului, Ludogoreț trebuia să o învingă pe deja retrogradata PFK Montana și să spere că Levski nu va reuși să câștige meciul cu Slavia Sofia. În ultimele minute ale meciului Levski-Slavia, Levski a dat un autogol, iar meciul s-a terminat cu scorul de 1-1, permițând lui Ludogoreț să câștige din nou titlul de campionat al doilea an consecutiv. În Supercupa din 2013, Ludogoreț a fost învinsă la penaltiuri, scor 5-3, de către Beroe Stara Zagora după ce în timpul regulamentar se înregistrase pe tabelă scorul de 1-1.
În 2014, echipa a câștigat al treilea titlu consecutiv, cu două runde înainte de sfârșitul sezonului. Echipa a terminat cu nouă puncte în fața lui ȚSKA Sofia. În același sezon clubul a reușit dubla, învingând-o pe Botev Plovdiv cu 1-0 în finala Cupei Bulgariei din 2014. Ludogoreț a continuat să domine la nivel național în următoarele sezoane, câștigând titlurile patru, cinci și șase în 2015, 2016 și 2017 consecutiv după ce a terminat cu 8 puncte în fața lui Beroe, cu 14 puncte înaintea lui Levski Sofia și cu 16 mai multe decât ȚSKA Sofia.

#### În Europa
După ce a câștigat campionatul Bulgariei în sezonul 2011-2012, Ludogoreț a intrat în a doua rundă de calificare a Ligii Campionilor UEFA, ediția 2012-2013, dar a fost eliminată cu 3-4 la general, cu un gol marcat de Dinamo Zagreb în deplasare în ultimul minut al returului.

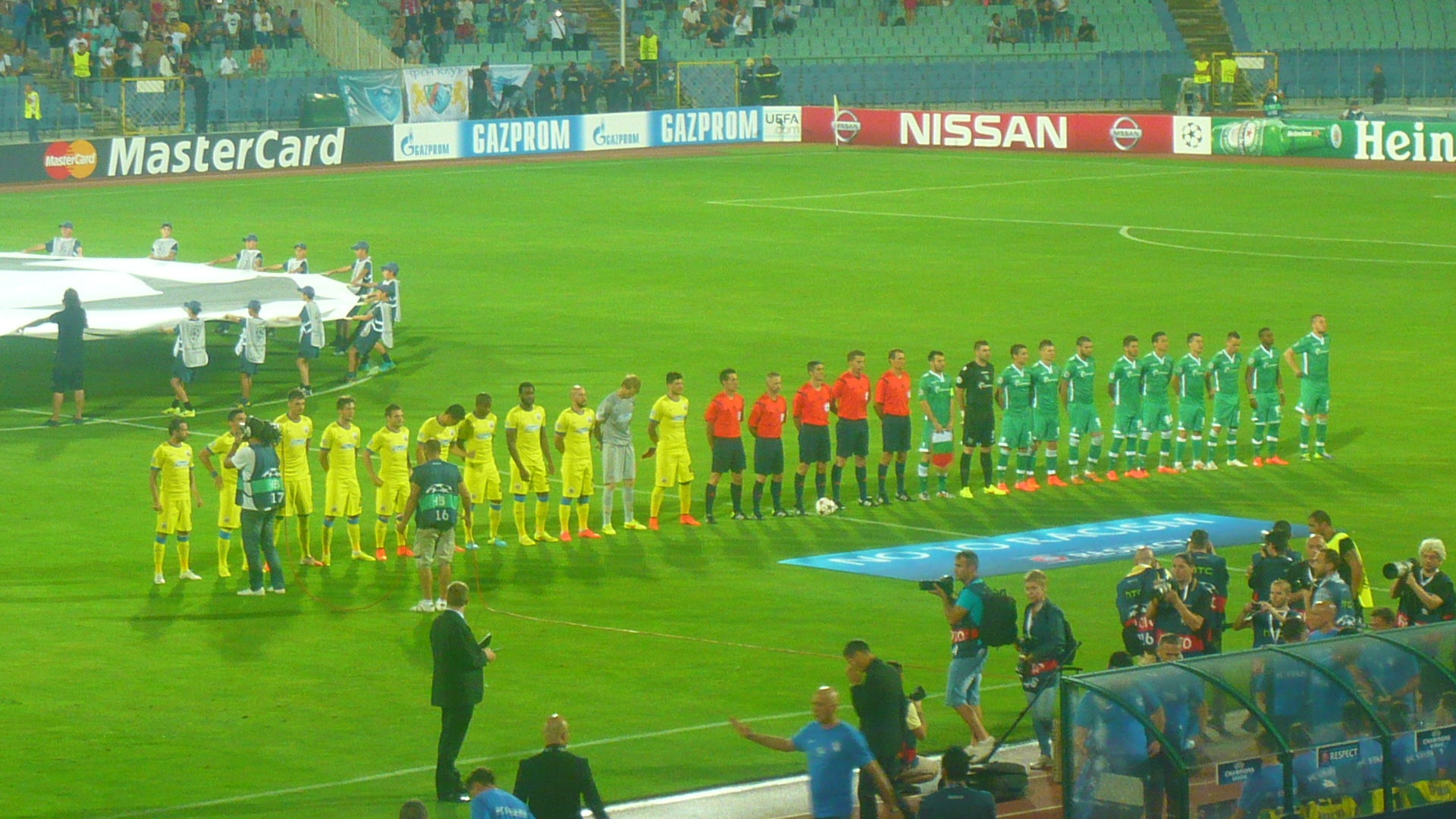
Ludogoreț - Steaua București în returul play-offului Liga Campionilor 2014-2015, care s-a jucat pe Stadionul Național Vasil Levski din Sofia.

După ce a devenit campioana Bulgariei în sezonul 2012-2013, Ludogoreț a jucat în Liga Campionilor 2013-2014, unde a trecut de meciurile din calificări eliminându-le pe Slovan Bratislava și Partizan. În play-off Ludogoreț a fost învinsă de Basel, dar și-a câștigat dreptul de a juca în UEFA Europa League.
Ludogoreț a jucat în grupa B a Ligii Europa din 2013-2014. A terminat grupa pe primul loc, fără nicio înfrângere și cu cinci victorii în șase meciuri, printre care s-au numărat și victoriile de acasă și din deplasare cu PSV și Dinamo Zagreb. Singura remiză făcută de Ludogoreț a fost cea de 1-1 cu Chornomoreț Odesa. Ajunsă în fazele eliminatorii, Ludogoreț reușește să o elimine pe câștigătoarea Cupei Italiei, Lazio, scor 1-0 în deplasare și 3-3 acasă, dar a fost eliminată de Valencia în optimi, 0-3 acasă și 0-4 în total.
În Liga Campionilor UEFA 2014-2015, Ludogoreț a câștigat din nou tururile doi și trei preliminar, împotriva lui F91 Dudelange din Luxemburg și Partizan. În play-off, a învins-o pe Steaua București în mod dramatic la penaltiuri, reușind să ajungă pentru prima dată la faza grupelor. Portarul Vladislav Stoianov a fost eliminat pentru un al doilea cartonaș galben obținut în ultimul minut al timpului suplimentar în a repriză de prelungiri, iar Ludogoreț făcuse deja toate schimbările. În poartă a intrat Cosmin Moți, care a executat și transformat prima lovitură de pedeapsă, iar apoi a intrat în poartă și a parat două lovituri, Ludogoreț reușind să se califice după 6-5 la penaltiuri.
Ludogoreț a jucat primul meci din istorie în faza grupelor Ligii Campionilor 2014-2015, pe 16 septembrie 2014, cu Liverpool, cu Dani Abalo marcând golul egalizator în minutul 90, însă Ludogoreț a mai încasat un gol, iar meciul s-a terminat scor 1-2, după ce portarul Milan Borjan l-a faultat în suprafața de pedeapsă Javier Manquillo, iar Steven Gerrard a transformat penaltiul pentru Liverpool. Ludogoreț a jucat acasă primul meci din faza grupelor sezonului 2014-2015 pe 1 octombrie 2014, meci jucat împotriva lui Real Madrid, în care mijlocașul ofensiv Marcelinho a marcat în minutul șase, dar care s-a încheiat cu o nouă înfrângere cu același scor, 1-2. În acest meci, Cristiano Ronaldo a executat două lovituri de la 11 metri - prima a fost parată de portarul Vladislav Stoianov, în timp ce a doua a fost transformată ducând scorul la 1-1. Pe 22 octombrie 2014, Iordan Minev a marcat primul său gol pentru Ludogoreț în ultimul minut al partidei cu FC Basel câștigată cu 1-0 în grupele Ligii Campionilor. La 26 noiembrie 2014, Dani Abalo a înscris în minutul trei și Georgi Terziev a marcat primul său gol în minutul 88, meciul cu Liverpool terminându-se la egalitate, scor 2-2.
Ludogorets a câștigat al patrulea titlu consecutiv, dar a vândut o parte din jucătorii importanți ai echipei la sfârșitul sezonului. Georgi Dermendziev a fost de asemenea înlocuit cu antrenorul portughez Bruno Ribeiro. Schimbările târzii au dus la eliminarea lui Ludogoreț în turul doi preliminar al Ligii Campionilor UEFA din 2015-2016 de către campioana Republicii Moldova, Milsami Orhei.
Cu Georgi Dermendziev revenind la conducerea echipei, în timpul Ligii Campionilor 2016-2017, Ludogorets a câștigat meciurile din calificări cu Mladost Podgorica și, respectiv, Steaua Roșie Belgrad, urmate de un succes în play-off împotriva lui Viktoria Plzeň, devenind prima echipă bulgară care se califică de două ori în grupele Champions League. În grupe, Ludogoreț a obținut două egaluri la Basel și unul pe terenul lui Paris Saint-Germain, care au fost suficiente pentru a le asigura locul al treilea și prezența în șaisprezecimile UEFA Europa League, ediția 2016-2017. Totuși, Ludogorets a ieșit din competiție după ce nu a reușit să treacă de Copenhaga, fiind învinsă în primul meci cu 1-2 și terminând la egalitate în retur, scor 0-0.
Culoarea primului echipament de joc purtat de Ludogoreț este verde, iar în meciurile din deplasare poartă echipament complet alb. În plus, în unele meciuri din campionat joacă în echipament negru. Actuala siglă a lui Ludogoreț este proiectată de suporteri și a fost aleasă în urma unui sondaj de opinie realizat pe site-ul clubului. A fost prezentată publicului înainte de începerea sezonului primei ligi bulgare din 2016-2017.
În iunie 2017, Ludogorets a ajuns la un acord de sponsorizare cu producătorul englez de sport Umbro pentru următoarele două sezoane.
| Perioadă  | Producătorul de echipament | Sponsor pe tricou          |
| --------- | -------------------------- | -------------------------- |
| 2006–2010 | Tomy Sport                 | Niciunul                   |
| 2010–2012 | Adidas                     | Huvepharma                 |
| 2012–2014 | Adidas                     | Navibulgar / Huvepharma    |
| 2014–2016 | Macron                     | eCasino.bg                 |
| 2016–2017 | Macron                     | bet365 / Vivacom / Spetema |
| 2017–2018 | Umbro                      | bet365 / Vivacom / Spetema |
| 2018–     | Umbro                      | Efbet / Vivacom / Spetema  |

Începând cu 2014, mascota echipei a fost o femelă vultur numită Fortuna, primită cadou de la Lazio.

## Meciuri în Europa
La data de 13 decembrie 2018 
| Competiție            | M  | V  | E  | Î  | GP  | GÎ | V%    |
| --------------------- | -- | -- | -- | -- | --- | -- | ----- |
| UEFA Champions League | 42 | 14 | 11 | 17 | 64  | 59 | 33.33 |
| UEFA Europa League    | 32 | 12 | 12 | 8  | 37  | 28 | 37.50 |
| Total                 | 74 | 26 | 23 | 25 | 101 | 87 | 35.14 |

### Meciuri
| Sezon     | Competiție         | Rundă         | Club                 | Acasă | Deplasare | General      |
| --------- | ------------------ | ------------- | -------------------- | ----- | --------- | ------------ |
| 2012–2013 | Liga Campionilor   | 2T            | Dinamo Zagreb        | 1–1   | 2–3       | 3–4          |
| 2013–2014 | Liga Campionilor   | 2T            | Slovan Bratislava    | 3–0   | 1–2       | 4–2          |
| 2013–2014 | Liga Campionilor   | 3T            | Partizan             | 2–1   | 1–0       | 3–1          |
| 2013–2014 | Liga Campionilor   | PO            | Basel                | 2–4   | 0–2       | 2–6          |
| 2013–2014 | UEFA Europa League | Grupa B       | PSV                  | 2–0   | 2–0       | 1            |
| 2013–2014 | UEFA Europa League | Grupa B       | Dinamo Zagreb        | 3–0   | 2–1       | 1            |
| 2013–2014 | UEFA Europa League | Grupa B       | Cernomoreț Odesa     | 1–1   | 1–0       | 1            |
| 2013–2014 | UEFA Europa League | Șaisprezecimi | Lazio                | 3–3   | 1–0       | 4–3          |
| 2013–2014 | UEFA Europa League | Optimi        | Valencia             | 0–3   | 0–1       | 0–4          |
| 2014–2015 | Liga Campionilor   | 2T            | F91 Dudelange        | 4–0   | 1–1       | 5–1          |
| 2014–2015 | Liga Campionilor   | 3T            | Partizan             | 0–0   | 2–2       | 2–2 (a)      |
| 2014–2015 | Liga Campionilor   | PO            | Steaua București     | 1–0   | 0–1       | 1–1 (6–5 p.) |
| 2014–2015 | Liga Campionilor   | Grupa B       | Real Madrid          | 1–2   | 0–4       | 4            |
| 2014–2015 | Liga Campionilor   | Grupa B       | Basel                | 1–0   | 0–4       | 4            |
| 2014–2015 | Liga Campionilor   | Grupa B       | Liverpool            | 2–2   | 1–2       | 4            |
| 2015–2016 | Liga Campionilor   | 2T            | Milsami Orhei        | 0–1   | 1–2       | 1–3          |
| 2016–2017 | Liga Campionilor   | 2T            | Mladost Podgorica    | 2–0   | 3–0       | 5–0          |
| 2016–2017 | Liga Campionilor   | 3T            | Steaua Roșie Belgrad | 2–2   | 4–2       | 6–4          |
| 2016–2017 | Liga Campionilor   | PO            | Viktoria Plzeň       | 2–0   | 2–2       | 4–2          |
| 2016–2017 | Liga Campionilor   | Grupa A       | Paris Saint-Germain  | 1–3   | 2–2       | 3            |
| 2016–2017 | Liga Campionilor   | Grupa A       | Arsenal              | 2–3   | 0–6       | 3            |
| 2016–2017 | Liga Campionilor   | Grupa A       | Basel                | 0–0   | 1–1       | 3            |
| 2016–2017 | UEFA Europa League | Șaisprezecimi | Copenhaga            | 1–2   | 0–0       | 1–2          |
| 2017–2018 | Liga Campionilor   | 2T            | Žalgiris             | 4–1   | 1–2       | 5–3          |
| 2017–2018 | Liga Campionilor   | 3T            | Hapoel Be'er Sheva   | 3–1   | 0–2       | 3–3 (a)      |
| 2017–2018 | UEFA Europa League | PO            | Sūduva Marijampolė   | 2–0   | 0–0       | 2–0          |
| 2017–2018 | UEFA Europa League | Grupa C       | Braga                | 1–1   | 2–0       | 2            |
| 2017–2018 | UEFA Europa League | Grupa C       | 1899 Hoffenheim      | 2–1   | 1–1       | 2            |
| 2017–2018 | UEFA Europa League | Grupa C       | İstanbul Bașakșehir  | 1–2   | 0–0       | 2            |
| 2017–2018 | UEFA Europa League | Șaisprezecimi | Milan                | 0–3   | 0–1       | 0–4          |
| 2018–2019 | Liga Campionilor   | 1T            | Crusaders            | 7–0   | 2–0       | 9–0          |
| 2018–2019 | Liga Campionilor   | 2T            | MOL Vidi             | 0–0   | 0–1       | 0–1          |
| 2018–2019 | UEFA Europa League | 3T            | Zrinjski Mostar      | 1–0   | 1–1       | 2–1          |
| 2018–2019 | UEFA Europa League | PO            | Torpedo Kutaisi      | 4–0   | 1–0       | 5–0          |
| 2018–2019 | UEFA Europa League | Grupa A       | Bayer Leverkusen     | 2–3   | 1–1       | 4            |
| 2018–2019 | UEFA Europa League | Grupa A       | Zürich               | 1–1   | 0–1       | 4            |
| 2018–2019 | UEFA Europa League | Grupa A       | AEK Larnaca          | 0–0   | 1–1       | 4            |

Note
- 2T: Turul doi preliminar
- 3T: Turul trei
- PO: Play-off

### Clasament UEFA
Din 31 august 2018
| Loc | Echipă             | Puncte |
| --- | ------------------ | ------ |
| 50  | Lokomotiv Moscova  | 26.500 |
| 50  | Fenerbahçe         | 26.500 |
| 52  | Ludogorets Razgrad | 26.000 |
| 53  | Young Boys         | 25.500 |
| 53  | Astana             | 25.500 |
| 53  | APOEL Nicosia      | 25.500 |

## Statistici în Europa
| Adversari după țară   | Meciuri | Victorii | Egaluri | Înfrângeri | GD     |
| --------------------- | ------- | -------- | ------- | ---------- | ------ |
| Bosnia și Herțegovina | 2       | 1        | 1       | 0          | 2:1    |
| Croația               | 4       | 2        | 1       | 1          | 8:5    |
| Cipru                 | 2       | 0        | 2       | 0          | 1:1    |
| Cehia                 | 2       | 1        | 1       | 0          | 4:2    |
| Danemarca             | 2       | 0        | 1       | 1          | 1:2    |
| Anglia                | 4       | 0        | 1       | 3          | 5:13   |
| Franța                | 2       | 0        | 1       | 1          | 3:5    |
| Georgia               | 2       | 2        | 0       | 0          | 5:0    |
| Germania              | 4       | 1        | 2       | 1          | 6:6    |
| Ungaria               | 2       | 0        | 1       | 1          | 0:1    |
| Israel                | 2       | 1        | 0       | 1          | 3:3    |
| Italia                | 4       | 1        | 1       | 2          | 4:7    |
| Lituania              | 4       | 2        | 1       | 1          | 7:3    |
| Luxemburg             | 2       | 1        | 1       | 0          | 5:1    |
| Republica Moldova     | 2       | 0        | 0       | 2          | 1:3    |
| Muntenegru            | 2       | 2        | 0       | 0          | 5:0    |
| Țările de Jos         | 2       | 2        | 0       | 0          | 4:0    |
| Irlanda de Nord       | 2       | 2        | 0       | 0          | 9:0    |
| Portugalia            | 2       | 1        | 1       | 0          | 3:1    |
| România               | 2       | 1        | 0       | 1          | 1:1    |
| Serbia                | 6       | 3        | 3       | 0          | 11:7   |
| Slovacia              | 2       | 1        | 0       | 1          | 4:2    |
| Spania                | 4       | 0        | 0       | 4          | 1:10   |
| Elveția               | 8       | 1        | 3       | 4          | 5:13   |
| Turcia                | 2       | 0        | 1       | 1          | 1:2    |
| Ucraina               | 2       | 1        | 1       | 0          | 2:1    |
| Total                 | 74      | 26       | 22      | 25         | 101:87 |

## Palmares
- A PFG (14): 2012, 2013, 2013-2014, 2014-2015, 2015-2016, 2016-2017, 2017-2018, 2018-2019, 2019-20, 2020-21, 2021-22, 2022-23, 2023-24, 2024-25
- Cupa Bulgariei (3): 2012, 2014, 2023
  - Finalistă (1): 2017
- Supercupa Bulgariei (3): 2012, 2014, 2018
  - Finalistă (1): 2013, 2015
- B PFG (1): 2010-2011

### Europa
- Liga Campionilor UEFA
  - Faza grupelor (2) : 2015, 2017
- UEFA Europa League
  - Optimi de finală (1) : 2014

## Jucători notabili
Au jucat meciuri pentru naționalele lor, sau au stabilit un record pentru Ludogoreț. Jucătorii care sunt scriși îngroșat au jucat la naționalele țărilor lor.
| Bulgaria - Mihail Aleksandrov - Svetoslav Diakov - Emil Gargorov - Ivan Stoianov - Stanislav Gencev - Iordan Minev - Marcelinho - Georgi Kostadinov - Ivan Čvorović - Hristo Zlatinski - Vladislav Stoianov - Georgi Terziev - Aleksandar Aleksandrov - Anton Nedialkov - Tsvetomir Panov - Plamen Iliev - Stanislav Manolev | Europe - Christian Kabasele - Tero Mäntylä - Mladen Kašćelan - Dani Abalo - Alexandre Barthe - Virgil Misidjan - Fábio Espinho - Jacek Góralski - Jakub Świerczok - Cosmin Moți - Claudiu Keșerü - Andrei Prepeliță - Dragoș Grigore - Adrian Popa - Ľubomír Guldan - Roman Bezjak - Ihor Plastun | North America - Milan Borjan South America - José Luis Palomino - Jorge Broun - Sebastián Hernández - Brayan Angulo - Juninho Quixadá - Júnior Caiçara - Wanderson - Lucas Sasha - Jonathan Cafu - Natanael - Cicinho - Gustavo Campanharo - Renan dos Santos Africa - Anicet Abel - Hamza Younés - Jody Lukoki - May Mahlangu - Mavis Tchibota |

| Rank | Name               | Career    | Appearances |
| ---- | ------------------ | --------- | ----------- |
| 1    | Marcelinho         | 2011–     | 218         |
| 2    | Svetoslav Diakov   | 2011–     | 204         |
| 3    | Cosmin Moți        | 2012–     | 267         |
| 4    | Wanderson          | 2014–     | 141         |
| 5    | Virgil Misidjan    | 2013–2018 | 132         |
| 6    | Juninho Quixadá    | 2011–2018 | 130         |
| 7    | Claudiu Keșerü     | 2015–     | 123         |
| 8    | Yordan Minev       | 2011–2017 | 117         |
| 9    | Vladislav Stoianov | 2013–     | 107         |
| 9    | Anicet Abel        | 2014–     | 107         |

| Rank | Name            | Career    | Goals |
| ---- | --------------- | --------- | ----- |
| 1    | Claudiu Keșerü  | 2015–     | 83    |
| 2    | Marcelinho      | 2011–     | 71    |
| 3    | Wanderson       | 2014–     | 44    |
| 4    | Virgil Misidjan | 2013–2018 | 35    |
| 5    | Juninho Quixadá | 2011–2018 | 34    |
| 6    | Ivan Stoianov   | 2011–2013 | 25    |
| 7    | Cosmin Moți     | 2012–     | 23    |
| 8    | Roman Bezjak    | 2012–2015 | 20    |
| 9    | Emil Gargorov   | 2011–2013 | 19    |
| 10   | Jakub Świerczok | 2018–     | 18    |

- Jucătorii scriși cu îngroșat încă mai joacă pentru Ludogoreț.

## Antrenori notabili
| Ani                 | Nume              | Titluri                                                          |
| ------------------- | ----------------- | ---------------------------------------------------------------- |
| 2010–2013           | Ivailo Petev      | 2 titluri A Group 1 B PFG 1 Cupa Bulgariei 1 Supercupa Bulgariei |
| 2013–2014           | Stoicio Stoev     | 1 titlu A Group 1 Cupa Bulgariei                                 |
| 2014–2015 2015–2017 | Georgi Dermenjiev | 1 titlu A Group 2 Prima ligă 1 Supercupa Bulgariei               |
| 2017–2018           | Dimitar Dimitrov  | 1 Prima ligă                                                     |
| 2018                | Paulo Autuori     | 1 Supercupa Bulgariei                                            |
| 2019–               | Stoicio Stoev     | 9999                                                             |